# Contexto histórico de los inicios del nacionalismo vasco
El siglo XIX fue un periodo de cambios trascendentales, una lluvia constante de nuevas ideas en creación y de sucesos "rupturistas". La Revolución francesa, la invasión de España por Napoleón y la posterior Guerra de la Independencia supusieron la entrada en España de las ideas liberales, antimonárquicas y laicistas y con ellas la crisis de la ideología del Antiguo Régimen, lo que dio lugar a una inestabilidad política con sistemas políticos cambiantes, pronunciamientos militares, guerras civiles, caciquismo, fraude electoral... Precisamente, producto de ese laicismo, por ejemplo, citaremos la "desamortización de Mendizábal" que, a partir de 1836, entre otras reformas, afectó profundamente al medio rural vasco y al concepto de propiedad de la tierra, basado en el caserío.

## La política española
España, tras haber alcanzado su cenit colonialista en 1790, vio desaparecer su imperio a lo largo del siglo XIX desde la acción de los "libertadores" hasta la independencia de Cuba y Filipinas en 1898. Por ejemplo, en 1850, España reconoció a Nicaragua "como nación libre, soberana e independiente". 
En 1868 Isabel II es destronada por la revolución, popularmente conocida como "La Gloriosa". Este suceso dio lugar al breve reinado de Amadeo I (1871). Tras su abdicación se proclama la también breve Primera República (1873), que terminó con el pronunciamiento en 1874 de Martínez Campos y comenzó la restauración de la monarquía borbónica en la persona de Alfonso XII, hijo de Isabel II, teniendo a Cánovas del Castillo como principal valedor. A la muerte del rey, en 1885, ejerció de regente María Cristina, su segunda esposa, iniciándose la "alternancia de partidos" entre Sagasta y Cánovas, finalizando la regencia en 1902, año en el que su hijo, Alfonso XIII, cumplió la mayoría de edad.

### El surgimiento del nacionalismo español
Tras la invasión francesa por las tropas de Napoleón, en el citado conflicto bélico de 1808 - 1814 se utiliza ya un lenguaje cercano al nacionalismo español. El pueblo, que hasta entonces se reconocía como "vasallo del Rey de España", comienza a identificarse como "español". En las Cortes de Cádiz, los términos de "reino" y "monarquía" fueron sustituidos por "nación", "patria" y "pueblo". Como declaró el diputado asturiano Agustín Argüelles al presentar la Constitución de 1812, «españoles, ya tenéis patria».
La "Historia General de España" de Modesto Lafuente, publicada en treinta volúmenes entre 1850 y 1867, recogía los orígenes, mitos y valores monárquicos y estructurales de la "nación española". Posteriormente, los liberales infundieron el espíritu laicista y antimonárquico; pero, en la segunda mitad del siglo XIX, se produce el gran giro, en virtud del cual, el nacionalismo patrio y el conservadurismo católico acercan sus posiciones. El concordato de 1851 consagra la reconciliación de la Iglesia con el régimen liberal moderado. 
Con la aparición de los nacionalismos periféricos, el nacionalismo español se convirtió en "defensor" del Estado frente a los nuevos nacionalismos. A su vez éstos se nutrirían en respuesta a dicha afirmación nacional.

### El atraso educativo
La educación de la época confirmaba el atraso cultural de la población, que tenía doce millones de analfabetos a mediados del siglo XIX, por lo que ni las ideas centralistas pudieron extenderse a la educación primaria, ni su intento de extender el castellano por toda la geografía; de hecho, hasta 1857 no se aprobó una "Ley General de Instrucción Pública". En este contexto, en 1842 Agustín Pascual Iturriaga publicaba los Diálogos vasco-castellanos para las escuelas de primeras letras de Guipúzcoa en un intento de conseguir, por lo menos, el bilingüismo en una sociedad mayoritariamente vascohablante. En la misma línea se expresaría años después Juan María de Eguren, inspector de enseñanza en Guipúzcoa y Álava desde 1859 hasta 1876, entendiendo que la masa general del pueblo guipuzcoano, pese a los intentos realizados, hablaba asiduamente el vascuence y que los niños «cuando empiezan a asistir a la escuela no entienden bien el castellano» y todo ello aunque ya se suprimiera el requisito de que los profesores supieran la lengua local y por consiguiente solo se podía estudiar en castellano.

### El auge de los nacionalismos
Durante el siglo XIX, el sentimiento nacionalista, contrapuesto al "centralismo", se reavivó en toda Europa entre una burguesía que estaba protagonizando la revolución industrial. En 1830 se inicia la "Renaixença", movimiento intelectual, literario y apolítico, basado en la recuperación de la lengua catalana que fue antecedente directo del nacionalismo catalán. En 1882, Valentí Almirall creó el "Centre Català", organización política que reivindicaba la autonomía y denuncia el caciquismo de la España de la Restauración y Enric Prat de la Riba fundó en 1891 la "Unió Catalanista" de ideología conservadora y católica, fuertemente nacionalista, pero sin planteamientos separatistas. Numerosos autores han señalado las diferencias y coincidencias en el origen de los nacionalismos catalán y vasco.

## El carlismo y los fueros

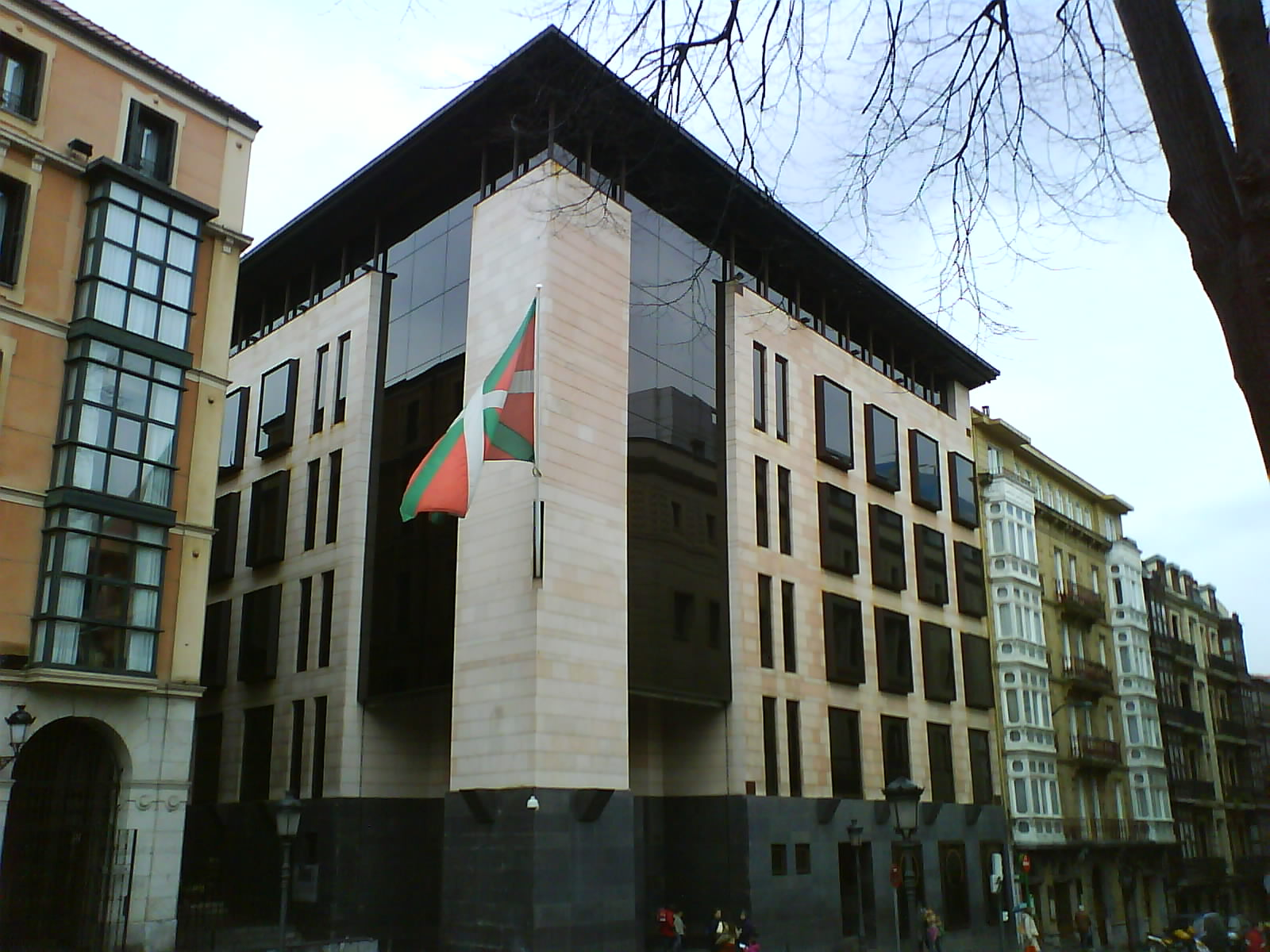
Sabin etxea, sede del PNV, Construida en el solar natal de Sabino Arana.

Durante el Sexenio Democrático (1868 - 1874) tuvo lugar la tercera guerra carlista de 1872; los carlistas, encabezados por Carlos VII, lograron incluso formar un gobierno propio que funcionó como un auténtico Estado carlista teniendo como capital la ciudad navarra de Estella, donde nombraron ministros y acuñaron moneda, tenía correo propio, Universidad estatal y gratuita de Oñate donde la enseñanza del euskera era obligatoria.
En dicho periodo sucedieron también las sublevaciones cantonales de Valencia, Murcia y Andalucía y, la más famosa por su resistencia, la del "Cantón de Cartagena".
El centralismo liberal chocaba abiertamente con los regímenes forales vascos y navarros. Los fueros otorgaban fuertes privilegios a dichos territorios, que incluían la exención de reclutar hombres para la necesaria defensa de las colonias de ultramar, las aduanas interiores, la exención de impuestos ..., por lo que, aprovechando la coyuntura de las guerras carlistas, el proceso centralizador fue iniciado por la Ley de 25 de octubre de 1839 de "Reforma de los Fueros Vascos" y culminó con la "Ley de 21 de julio de 1876", que supuso la casi definitiva liquidación del ordenamiento foral, conservando solo cierta autonomía administrativa. Por ejemplo, por efecto de la "Ley Paccionada" de 1841, Navarra pasó de ser "reino" a "provincia". Vizcaya y Guipúzcoa se rebelaron abiertamente contra el nuevo régimen, lo que conllevó una reducción aún más drástica de su autonomía, en contraposición a Navarra y Álava, donde al ser la protesta menor, mantuvieron algo más de autonomía. Esta situación dio lugar a la aparición de los "fueristas", que exigían la vuelta al "statu quo" anterior.

## La raza
El concepto de raza surge a mediados de siglo como producto de la evolución de las ciencias, donde debemos destacar la aparición en 1859 del Origen de las especies, de Charles Darwin, que propugnaba que las especies superiores debían prevalecer sobre las inferiores

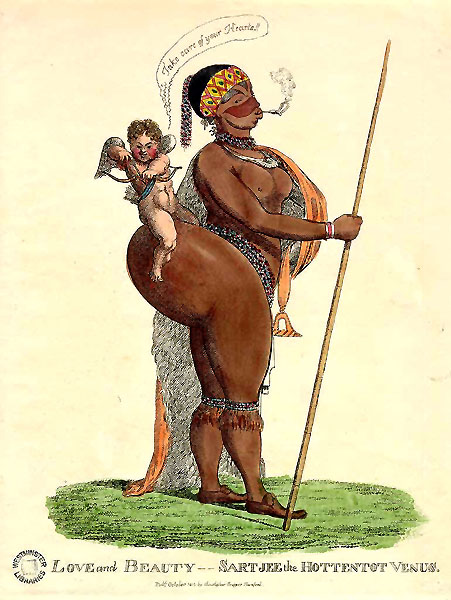
Una caricatura del de Sara Baartman, una mujer Khoi-san que era exhibida desnuda en una jaula como una atracción complementaria en Inglaterra, ante la indignación de la Asociación Africana. Después de su muerte, sus genitales fueron diseccionados y moldeados en cera. Nelson Mandela solicitó formalmente a Francia el regreso de sus restos, que habían sido guardados en el Musée de l'Homme de París hasta 1974.

Adaptando esa idea sobre las especies animales a la raza humana, Joseph Arthur de Gobineau publicó entre 1853 y 1855 su obra Ensayo sobre la desigualdad de las razas humanas siendo, con Houston Chamberlain, el precursor de la teoría de la superioridad de la raza aria. Por su parte, Francis Galton consideraba que se estaba produciendo una decadencia de la raza, esa sensación de «degeneración» que invadía Europa a medida que el desarrollo capitalista y colonial hacía que la gente se hacinara en las ciudades, a medida que se creaba un proletariado urbano, que las situaciones higiénicas, de alimentación, etc. hacían que se extendiesen enfermedades como la tuberculosis, la sífilis, y «vicios» como el alcoholismo, las tres grandes plagas, y que hubiese una enorme mortalidad infantil; consideraba a las clases sociales casi como razas y, así las razas superiores siempre estarían por encima de las inferiores, que, en definitiva, desaparecerían ante el empuje de las superiores. 
Desde 1874 y hasta 1931, miembros de diversas etnias africanas fueron exhibidos desnudos en zoológicos humanos en las principales ciudades européas, a veces junto con simios y animales exóticos.
La Eugenics Education Society de Londres, con la presidencia honoraria de Galton primero, y con la dirección después de Leonard Darwin, hijo de Charles, convocó el primer "Congreso Internacional de Eugenesia" en 1912.
Concretamente, ya en la sociedad española había imperado durante siglos la ideología basada en la limpieza de sangre que servía para imponer su «raza» frente a moriscos, judíos o indígenas americanos y fue requisito indispensable tanto en la carrera militar como en el funcionariado público. 
No fue hasta 1868 que se derogaron las leyes segregacionistas que limitaban los derechos civiles de los afrocubanos bajo las antiguas "Leyes de Indias", hasta entonces el código legal vigente en Cuba, con la abolición de los Estatutos de limpieza de sangre (). Las ideas antisemitas, término que fue acuñado en 1879 por el periodista socialista Wilhelm Marr en su libro Zwanglose Antisemitische Hefte, estuvieron muy presentes en la sociedad española de la época, constituyendo un tema de Estado de frecuente discusión entre los políticos de aquel tiempo, de la cual es muestra el famoso debate entre Castelar y Manterola de 1868. Los judíos solo fueron oficialmente readmitidos en la península a finales del siglo XIX. También el concepto de raza latina o raza ibérica, como conjunción de todas las bondades y opuesta a las otras «razas», estaba muy en boga en la época, conforme a los autores europeos antes expuestos. Así, en 1871, uno de los temas de debate del Ateneo de Madrid fueron: « Los caracteres distintivos de las razas latina y germánica. Causas de su oposición histórica. ¿Es de tal manera inherente la idea católica a la raza latina, que la actual decadencia de ésta pueda explicarse por la de aquélla?».
En el mismo contexto se expresa Menéndez Pelayo y Miguel de Unamuno.
Dichos autores europeos y españoles fueron ensalzados por los gobiernos totalitarios del siglo XX.

### Esclavitud en España
Pero más importante si cabe es que en España no se abolió totalmente la esclavitud hasta el 7 de octubre de 1886. Si bien en el territorio peninsular se abolió en 1837, persistió y se toleró legalmente en las colonias amparada por la presión de las "Ligas Nacionales" que la defendían con argumentos patrióticos, hasta la creación de la figura transitoria del patronato y su definitiva abolición en 1886.
Antonio Cánovas del Castillo, integrante de una de esas Ligas y entonces presidente del Gobierno de España, en el periódico francés "Le Journal" manifiesta poco después en noviembre de 1896:

"(...) creo que la esclavitud era para ellos (los negros de Cuba) mucho mejor que esta libertad que sólo han aprovechado para no hacer nada y formar masas de desocupados. Todos los que conocen a los negros le dirán que en Madagascar, como en el Congo y en Cuba, son perezosos, salvajes, inclinados a obrar mal, y que es preciso manejarlos con autoridad y firmeza para obtener algo de ellos. Estos salvajes no tienen otros dueños que sus instintos, sus apetitos primitivos".

### La raza vasca
El concepto de "raza vasca" no fue desarrollado por el nacionalismo vasco sino por los intelectuales europeos de la época, como puede verse en diversos escritos de autores internacionales y también en escritos de la propia "Real Academia de la Historia":

"Quizá mayor que el interés que despierta el país vascongado por su organización y por sus costumbres es el que nace de la raza que lo puebla y de la lengua que en él se habla." (...) Todo indica que esa raza constituye un grupo étnico singular
en Europa, cuyo origen y primitiva historia no están todavía completamente dilucidados, (...) suministran datos suficientes para determinar de un modo claro y preciso el tipo vascongado; basta contemplar en su país y fuera de él á la mayoría de sus naturales, para conocer los caracteres que los distinguen de los demás que pueblan el resto de la Península (Boletín de la Real Academia de la Historia, 1896)

Antecedente directo de Arana se considera a la "Asociación Euskara de Navarra", fundada en 1877 por intelectuales navarros que en su programa afirmaba: 

Si el pueblo euskara cuya raza, cuyo genio peculiar, cuyas costumbres son tan esencialmente distintas de las de los otros pueblos, ha podido conservar su personalidad, y se ha mantenido con su genuino carácter y sus varoniles virtudes a través de los siglos, es indudablemente porque supo guardar, como en depósito sagrado, esa antiquísima lengua vascongada.

Con una ideología en la que predominaba el fuerismo radical, el lema de la asociación era "Jaungoikoa eta Fueroak, Dios y fueros"  y la idea de unión de las provincias vascas formulando por primera vez el lema Zazpiak bat (“las siete, una”). Conceptos que posteriormente recogerían los hermanos Arana con algunas adaptaciones.
Actualmente el concepto de "raza vasca" continúa siendo polémico al tratar de derivar consecuencias políticas de los estudios científicos

## Revolución industrial en Vizcaya
Desde principios del siglo XVIII comienza a desarrollarse un proceso de cambios socioeconómicos que van a eclosionar de manera final a mediados del siglo XIX, principalmente en Inglaterra. Estre proceso es denominado "Revolución industrial". Provocó cambios sociales muy intensos en la sociedad de la época, como la aparición de desigualdades sociales y una nueva masa social denominada la "clase obrera". En 1848 Karl Marx y Friedrich Engels sentaron las bases de la teoría marxista publicando el "Manifiesto Comunista" que propugnaba la "lucha de clases" por encima de las identidades nacionales o de "las razas" y la supresión de la concepción católica de la sociedad. En 1879 nació en Madrid el Partido Socialista Obrero Español (PSOE), con Pablo Iglesias como principal figura. 
Ante el atraso generalizado de España, que dependía de la inversión foránea, nos encontramos con las excepciones económicas de Cataluña y Bilbao. La provincia natal de Arana se destaca industrialmente exportando hierro a Gran Bretaña.
En 1868 el País Vasco proporcionaba el 26% del total interior siderúrgico. El puerto de Bilbao se convirtió en uno de los de mayor afluencia de Europa y en los veinte años que separan 1878 y 1898 duplicó su volumen hasta los 5,7 millones de toneladas. En 1891 se crea el Banco de Comercio que en seis años cuadruplica su activo total, los efectos se multiplican por diez, y su volumen de cuentas corrientes los hace por trece. Las empresas vascas suponían la mitad de todo el capital español. Desde 1866 a hasta 1900 se inscribieron 745 empresas, de las que la mitad eran Sociedad Anónimas, con un capital de 582,6 millones de pesetas. Se da la circunstancia de que también la incipiente burguesía local se posicionó a favor de la abolición de los fueros, pues no permitían el comercio mineral y eso era contrario a sus intereses económicos.
Todo ello provocó la aparición de la "inmigración de la clase obrera" desde las zonas rurales a los núcleos industriales, cambiando totalmente la fisonomía de las ciudades. El crecimiento de las zonas rurales fue del 18% y las zonas industriales lo hicieron en un 241%. En 1873 trabajaban en las minas unos 1000 obreros, mientras que en las industrias sumaban unos 2.245. En 1900 había unos 22.000 obreros industriales y en 1910 eran ya 13 000 mineros. En 1907 había 2.535 empresas que agrupaban a 33.258 trabajadores.

### Las terribles condiciones de los trabajadores inmigrantes
La clase obrera vivía en condiciones lamentables y hasta 1890 no se reguló la jornada de 10 horas. Entre 1877 y 1890 la esperanza de vida al nacer en Baracaldo se redujo de 38 a 23,9 años, en Sestao entre 1887 y 1900 de 34 a 16 años y de 34,2 a 28 años en Bilbao. En el año 1901 la esperanza de vida media era de 34,7 años (hoy día ronda los 80 años). La causa de la muerte eran principalmente las enfermedades infecciosas (viruela, cólera, fiebres tifoideas, tuberculosis, meningitis); de dicha situación es testigo un informe médico de la época:

En Bilbao, como en toda España, como en Europa, las epidemias de toda clase empiezan siempre por los barrios de los obreros, en los que se hallan terrenos bien abonados y materia favorable a su desarrollo y propagación, por el abandono en que viven hasta ahora en Bilbao, habitando en número considerable miserables zahúrdas, faltas de espacio, de luz, de ventilación, de servicios, aun los más indispensables, agrupados por familias, por causa de la sórdida avaricia de los propietarios, que no vacilan en sacrificar algunas existencias a trueque de hacer más efectivas sus fincas [...] Si bien los obreros que tienen un oficio y que viven en los pueblos pequeños son robustos, los de las minas y de las fábricas son enfermizos y dan un gran contingente al hospital. El trabajo minero es muy duro: trabaja de día y de noche siempre que lo requiere el pronto despacho o venta de mineral, lo que ocurre con suma frecuencia; duermen aparejados y por economía en una misma cama. Algunas clases de obreros de las fábricas y de los altos hornos, que por la índole permanente de su trabajo tienen que trabajar necesariamente de día y de noche, lo mismo los días laborables que los festivos, tienen establecidos sus turnos para dormir en una misma cama, y cuando se levanta el uno se acuesta el que le sustituye, pasándose largas temporadas sin que se laven sus ropas y sin que las habitaciones tengan otra ventilación que la que se produce por las rendijas de sus puertas y ventanas. Esta clase de obreros es la que presenta mayor número de enfermedades contagiosas, principalmente de las tifoideas originadas por los venenos morbosos que saturan la confinada atmósfera de sus sucias y oscuras habitaciones."

Y también el periódico "El Nervión" del 14/10/1894 que describe las chabolas donde se hacinaban los obreros:

"Habitaciones de tablas con cuartos reducidos, donde viven hacinados seres humanos, sin luz apenas, pues las ventanas son estrechísimas; en el interior de aquellas viviendas la vida se hace insoportable a los cinco minutos, tal es el hedor que allí se siente."

La cruda veracidad de los documentos anteriores se confirma cuando, tras la epidemia de cólera de 1893, la mortalidad en los barrios pudientes fue de 1,4% y en los barrios obreros del 6%, lo que supone un índice general de mortalidad del 64,2%. 
Entre 1897 y 1901 la población de Bilbao había aumentado en 1.814 familias, pero solo se habían edificado 111 casas en ese mismo periodo, lo que hizo dispararse el hacinamiento de los obreros y la especulación inmobiliaria. En tan solo diez años, entre 1887 y 1897, la ciudad de Bilbao duplicó su población, pasando de tener 37.866 habitantes a 74.076 (se calcula que más de la mitad de la población de Bilbao no había nacido en Vizcaya). Baracaldo la triplicó, pasando de 4.705 a 12.796, y Sestao llegó a multiplicarla por nueve, pasando de 1.074 a 9.084 habitantes. Entre 1857 a 1900, mientras la población de España crece una media del 20%, en Vizcaya aumenta en un 94%.
Los salarios se incrementaron un 7,6% entre 1878 y 1900 y los precios un 13%. Sin embargo, a pesar de la pérdida de poder adquisitivo de la clase obrera, la productividad en las minas aumentó en ese tiempo un 466% y sus beneficios se multiplicaron por siete.

## El pensamiento novedoso del nacionalismo aranista
Las ideas de Sabino Arana no habrían destacado si se hubiese limitado a defender el «fuerismo», puesto que ya existían en su época partidos de dicha ideología. El discurso original de Sabino Arana añadió un marcado independentismo, que se contraponía al simple autonomismo o regionalismo de los «fueristas». 
Arana proponía la independencia de «Bizkaya» (sic) como vía de recuperación de su identidad, dejando que las siete provincias vascas de España (Hegoalde) y de Francia (Iparralde) recorriesen el mismo camino por su cuenta, hasta reunirse todas en una Euzkadi federal.
Para tal fin, fundó y lideró un nuevo partido: EAJ-PNV. Organizativamente resultó también novedoso para la época, pues, frente a los "partidos de cuadros" existentes, muy poco participativos, se preocupó de que su partido lo formara una base social teniendo como referencia los «batzokis», configurados como centros vasquistas que constituirían algo más que sedes de un partido y se dotaron de un funcionamiento democrático y participativo, ya que eran los propios miembros de estos centros los que designaban a los representantes y cargos del partido. 
En 1895 se crearía el primer batzoki en Bilbao y en la actualidad existen más de doscientos[cita requerida].